# Liste der Kulturdenkmale in Chemnitz-Einsiedel
In der Liste der Kulturdenkmale in Chemnitz-Einsiedel sind die Kulturdenkmale des Chemnitzer Stadtteils Einsiedel verzeichnet, die bis September 2024 vom Landesamt für Denkmalpflege Sachsen erfasst wurden (ohne archäologische Kulturdenkmale). Die Anmerkungen sind zu beachten.
Diese Aufzählung ist eine Teilmenge der Liste der Kulturdenkmale in Chemnitz.

## Liste der Kulturdenkmale in Chemnitz-Einsiedel
| Bild                                    | Bezeichnung | Lage                                                 | Datierung | Beschreibung | ID       |
| --------------------------------------- | --- | ---------------------------------------------------- | --- | --- | -------- |
| Weitere Bilder                          | Talsperre Einsiedel (Sachgesamtheit), Wasserwerk Einsiedel | Altenhainer Allee (Karte)                            | Bezeichnet mit 1891–1893 | Sachgesamtheit Talsperre Einsiedel mit den Einzeldenkmalen (siehe 09205043) und parkartig gestaltetem Geländen als Sachgesamtheitsteil: - Staumauer - Schieberschacht - Schieberhaus - Überlaufkaskade - sowie dazugehörige Filteranlage mit drei noch vorhandenen Einstiegshäuschen, einem Funktionsgebäude der 1930er Jahre und den unterirdischen Anlagen Älteste Talsperre Sachsens und zweitälteste Deutschlands, Staumauer bietet auch nach dem Verlust der Turmaufbauten ein imposantes Erscheinungsbild, im Vorfeld der Mauer und im Bereich der Filter noch bemerkenswerter Rest der ursprünglichen, sehr einheitlichen Gesamtgestaltung (nach Entwurf von Stadtbaurat Eduard Hechler) erhalten, parkartig gestaltetes Gelände ist Teil der Sachgesamtheit, technikgeschichtlich überaus bedeutsame Anlage. | 09302508 |
| Weitere Bilder                          | Staumauer, Schieberschacht, Schieberhaus und Überlaufkaskade der Talsperre Einsiedel sowie dazugehörige Filteranlage mit drei noch vorhandenen Einstiegshäuschen, einem Funktionsgebäude und den unterirdischen Anlagen (Einzeldenkmale der Sachgesamtheit 09302508) | Altenhainer Allee (Karte)                            | Bezeichnet mit 1891–1893 | Einzeldenkmale der Sachgesamtheit Talsperre Einsiedel; älteste Talsperre Sachsens und zweitälteste Deutschlands, Staumauer bietet auch nach dem Verlust der Turmaufbauten ein imposantes Erscheinungsbild, im Vorfeld der Mauer und im Bereich der Filter noch bemerkenswerter Rest der ursprünglichen, sehr einheitlichen Gesamtgestaltung (nach Entwurf von Stadtbaurat Eduard Hechler) erhalten, parkartig gestaltetes Gelände ist Teil der Sachgesamtheit, technikgeschichtlich überaus bedeutsame Anlage | 09205043 |
|                                         | Mietshaus mit Gaststätte (Café Zur Talsperre), in Ecklage und Vorgarten | Altenhainer Allee 8 (Anton-Hermann-Straße 2) (Karte) | Bezeichnet mit 1906 | Zeittypischer Mietsbau mit markantem Eckturm, baugeschichtlich von Bedeutung | 09205040 |
| Direkt Bild zu diesem Denkmal hochladen | Wochenendhaus mit vorgelagertem Freiraum | Anton-Herrmann-Straße 13a (Karte)                    | 1927 | Holzhaus der Deutschen Werkstätten Hellerau in Fertigteilbauweise, weitgehend ursprünglich erhaltener Wohnbau, umgebender Gartenraum wesentlich für die Funktion und Wirkung als Wochenendhaus, baugeschichtlich und städtebaulich von Bedeutung | 09307518 |
|                                         | Wohnhaus in offener Bebauung mit Vorgarten und Einfriedung | Anton-Herrmann-Straße 33 (Karte)                     | 1920er Jahre | Qualitätvoller, traditionalistischer Wohnbau mit charakteristischen Formdetails, baugeschichtlich von Bedeutung | 09205033 |
| Weitere Bilder                          | Stadtplatz und Denkmal für antifaschistische Widerstandskämpfer | August-Bebel-Platz (Karte)                           | Um 1950 | Denkmal als markanter Kubus, sich nach oben verbreiternd, geschichtlich von Bedeutung. Dem Andenken an das Wirken antifaschistischer Widerstandskämpfer gewidmetes Denkmal. Auf profiliertem Sockel ein markanter, sich nach unten verjüngender Kubus, mit Gesims abschließend. Aufschrift „Ewige Mahner“ und ein darüber auf der Spitze stehendes Dreieck in roter Farbfassung. Bekrönende Schale. Kulturdenkmal aus geschichtlichen Gründen. | 09205044 |
| Weitere Bilder                          | Dorfkirche Berbisdorf | Berbisdorfer Kirchweg 4 (Karte)                      | 1904–1905 | Einfacher Kirchenbau mit geschwungenem Giebel und ortsbildprägendem Glockenturm, im Reformstil der Zeit nach 1900, Architekt: Paul Lange, Leipzig, baugeschichtlich, ortsgeschichtlich und ortsbildprägend von Bedeutung | 09205061 |
|                                         | Villa mit Garten und Einfriedung | Berbisdorfer Straße 84 (Karte)                       | Um 1905 | Qualitätvoller Villenbau mit ländlichen Formmotiven (Fachwerk) und charakteristischem Turm, baugeschichtlich von Bedeutung | 09205036 |
| Weitere Bilder                          | Gasthof Zur Friedenseiche und Seitengebäude | Berbisdorfer Straße 92 (Karte)                       | Bezeichnet mit 1856 | Historisches Gasthaus, markantes Krüppelwalmdach, Seitengebäude mit sichtbarem Fachwerk, ortsgeschichtlich von Bedeutung | 09205060 |
| Weitere Bilder                          | Friedenseiche mit Denkmal für die im Deutsch-Französischen Krieg Gefallenen und Denkmal für die Gefallenen des Ersten Weltkrieges | Berbisdorfer Straße 92 (gegenüber) (Karte)           | 1885 (Friedenseiche); bezeichnet mit 1885 (Kriegerdenkmal deutsch-französischer Krieg); nach 1918 (Kriegerdenkmal Erster Weltkrieg) | Getreppte Schiefermauer mit abgewinkelten Seitenmauern, Bronzeplatte, baugeschichtlich von Bedeutung | 09205037 |
|                                         | Gasthaus (Restaurant Keglerheim) | Berbisdorfer Straße 103 (Karte)                      | Um 1925 | Qualitätvoller Putzbau mit expressionistischem Ornament, sehr guter Erhaltungszustand, baugeschichtlich von Bedeutung | 09205063 |
| Weitere Bilder                          | Wohnhaus | Einsiedler Hauptstraße 51 (Karte)                    | Um 1820 | Einfacher ländlicher Wohnbau mit Fachwerkkonstruktion im Obergeschoss und markantem Krüppelwalmdach, baugeschichtlich von Bedeutung | 09205050 |
| Weitere Bilder                          | Mietshaus in offener Bebauung, mit Vorgarten | Einsiedler Hauptstraße 69 (Karte)                    | Um 1900 | Qualitätvoller Mietsbau mit zweifarbiger Klinkerverkleidung, markanter Dacherker, baugeschichtlich von Bedeutung | 09205051 |
| Weitere Bilder                          | Ehemaliges Rathaus (zwei Hausnummern) mit Remise im Hof | Einsiedler Hauptstraße 79a, 79b (Karte)              | Bezeichnet mit 1900 | Repräsentativer Kommunalbau, Neorenaissancemotive, dominierender Uhrturm, ortsbildprägend von Bedeutung, ortshistorisch und baugeschichtlich von Bedeutung | 09205052 |
| Weitere Bilder                          | Turnhalle, vermutlich ehemaliges Funktionsgebäude der Einsiedler Brauerei | Einsiedler Hauptstraße 133 (Karte)                   | 1903 | Qualitätvoller Putzbau mit Gliederungsmotiven in Backstein, baugeschichtlich von Bedeutung, ortsgeschichtlich von Bedeutung | 09205055 |
| Weitere Bilder                          | Brunnenhaus der Brauerei Einsiedel | Einsiedler Hauptstraße 135 (neben) (Karte)           | Um 1900 | Kleiner anspruchsvoll gestalteter Zweckbau, zum historischen Brauereikomplex gehörig, ortsgeschichtlich von Bedeutung | 09205035 |
| Weitere Bilder                          | Einsiedler Brauhaus mit Sudhaus, Silohaus mit anschließendem Sozialtrakt, Kesselhaus mit Schornstein, Maschinenhaus (ohne nachträgliche Anbauten), Kühlhaus sowie Nebengebäude mit Garagen                                                                           | Einsiedler Hauptstraße 144 (Karte)                   | 1885 | Traditionsunternehmen von Einsiedel, gegründet durch Emil Schwalbe, baugeschichtlich, technikgeschichtlich und ortsgeschichtlich von Bedeutung | 09205053 |
| Weitere Bilder                          | Villa Dürfeld (mit Ausstattung), Trinkwasseranlage sowie Garten | Einsiedler Hauptstraße 170 (Karte)                   | Im Kern wohl 1889 (Villa); 1912 (Villa)                                                                                             | Qualitätvoller Villenbau mit bewegter Dachlandschaft und zahlreichen ländlichen Formmotiven (Fachwerk, Verbretterung) sowie Teilen der originalen Ausstattung, für den Strumpffabrikanten Kommerzienrat Carl Dürfeld errichtet, von baugeschichtlicher und baukünstlerischer Bedeutung | 09205054 |
| Weitere Bilder                          | Dorfkirche St. Jacobi Einsiedel mit Kirchhof und benachbartem Friedhof (Sachgesamtheit) | Harthauer Weg (Karte)                                | 1822–1827 | Sachgesamtheit Dorfkirche St. Jacobi Einsiedel mit Kirchhof und benachbartem Friedhof, mit folgenden Einzeldenkmalen (siehe 09205046): - Kirche - verschiedene Grabmale auf dem Kirchhof und dem Friedhof - Parentationshalle auf dem Friedhof - Gedenkstein für die Bombbenopfer von Einsiedel - Kriegerdenkmal für den Ersten und Zweiten Weltkrieg Bedeutender klassizistischer Kirchenbau mit Kolossalsäulengliederung und charakteristischem Turm, baugeschichtlich, ortsbildprägend, ortsgeschichtlich und kunstgeschichtlich von Interesse. | 09302667 |
| Weitere Bilder                          | Kirche mit Ausstattung, verschiedene Grabmale auf dem Kirchhof und dem Friedhof sowie Parentationshalle auf dem Friedhof (Einzeldenkmale der Sachgesamtheit 09302667)                                                                                                | Harthauer Weg (Karte)                                | 1822–1827; 1953–1966 Wiederaufbau nach Brand 1945; 1953–1966 (Kirchenausstattung); um 1930 (Parentationshalle)                      | Einzeldenkmale der Sachgesamtheit Dorfkirche St. Jacobi Einsiedel mit Kirchhof und benachbartem Friedhof; bedeutender klassizistischer Kirchenbau mit Kolossalsäulengliederung und charakteristischem Turm, baugeschichtlich, ortsgeschichtlich und ortsbildprägend von Interesse | 09205046 |
| Weitere Bilder                          | Schule und Turnhalle (Grundschule Einsiedel) | Harthauer Weg 5 (Karte)                              | Bezeichnet mit 1903 (Schule); 1950 Wiederaufbau (Schulturnhalle)                                                                    | Repräsentatives gründerzeitliches Schulgebäude, ehemals Acht-Klassenschule mit Aula, von ortsgeschichtlicher und ortsbildprägender Bedeutung | 09205047 |
| Weitere Bilder                          | Wohnhaus, vermutlich Pfarrhaus | Kirchgasse 6 (Karte)                                 | 1. Drittel 19. Jahrhundert | Stattlicher Mauerwerksbau, mächtiges Satteldach mit Halbwalm, Portal mit Porphyrgewände und konsolgestütztem Architrav, baugeschichtlich und ortsgeschichtlich von Bedeutung | 09205034 |
|                                         | Gedenktafel für den Widerstandskämpfer Kurt Franke | Kurt-Franke-Straße 10 (Karte)                        | Nach 1945 | Zur Erinnerung an den aus Einsiedel stammenden, antifaschistischen Widerstandskämpfer Kurt Franke (1898–1944), ortsgeschichtlich von Bedeutung | 09205056 |
| Weitere Bilder                          | Fabrikgebäude sowie Pförtnerhaus mit Pforte und Torpfosten der Einfahrt (ehemals Papierfabrik Einsiedel, Papierfabrik Pfauter) | Niederwaldstraße 3 (Karte)                           | 1919–1920 | Sachlicher Industriebau mit Lisenengliederung, baugeschichtlich von Bedeutung | 09205057 |
|                                         | Villa mit Garten | Schollstraße 5 (Karte)                               | Um 1920 | Qualitätvolles Holzhaus mit charakteristischen alpenländischen Formanklängen, weitestgehend unverändert, baugeschichtlich von Bedeutung | 09205045 |
|                                         | Villa mit Garten | Zschopauer Straße 560 (Karte)                        | Bezeichnet mit 1927 | Bemerkenswertes Holzblockhaus in Chaletbauweise in ausgezeichnetem Originalzustand, baugeschichtlich von Bedeutung | 09205042 |

## Ehemalige Denkmäler
| Bild                                    | Bezeichnung                  | Lage                                    | Datierung           | Beschreibung | ID       |
| --------------------------------------- | ---------------------------- | --------------------------------------- | ------------------- | --- | -------- |
| Direkt Bild zu diesem Denkmal hochladen | Wohnhaus in offener Bebauung | Berbisdorfer Straße 82 (Karte)          | Bezeichnet mit 1891 | Anspruchsvoll gestalteter Mietsbau mit differenzierter, original erhaltener Putzgliederung, baugeschichtlich von Bedeutung. Zwischen 2020 und 2022 abgerissen. | 09205062 |
| Direkt Bild zu diesem Denkmal hochladen | Wohnhaus                     | Berbisdorfer Straße 108 (Karte)         |                     | Abgerissen zwischen 2006 und 2009, Streichung aus der Denkmalliste vor 2010                                                                                    |          |
| Direkt Bild zu diesem Denkmal hochladen | Turnhalle                    | Berbisdorfer Straße 118 (neben) (Karte) | 1904                | Abgerissen zwischen 2001 und 2006, Streichung aus der Denkmalliste vor 2010                                                                                    |          |
|                                         | Mietvilla und Garten         | Berbisdorfer Straße 129 (Karte)         |                     | Erhalten, Streichung aus der Denkmalliste vor 2010 |          |
|                                         | Wohnhaus                     | Berbisdorfer Straße 153 (Karte)         |                     | Erhalten, Streichung aus der Denkmalliste vor 2010 |          |
| Direkt Bild zu diesem Denkmal hochladen | Wohnstallhaus                | Einsiedler Hauptstraße 22 (Karte)       | Um 1800             | Bauernhaus mit sichtbarer Fachwerkkonstruktion im Obergeschoss, sozial- und baugeschichtlich von Bedeutung. Abgerissen nach 2012.                              | 09205048 |

## Tabellenlegende
- Bild: Bild des Kulturdenkmals, ggf. zusätzlich mit einem Link zu weiteren Fotos des Kulturdenkmals im Medienarchiv Wikimedia Commons. Wenn man auf das Kamerasymbol klickt, können Fotos zu Kulturdenkmalen aus dieser Liste hochgeladen werden:
- Bezeichnung: Denkmalgeschützte Objekte und ggf. Bauwerksname des Kulturdenkmals
- Lage: Straßenname und Hausnummer oder Flurstücknummer des Kulturdenkmals. Die Grundsortierung der Liste erfolgt nach dieser Adresse. Der Link (Karte) führt zu verschiedenen Kartendiensten mit der Position des Kulturdenkmals. Fehlt dieser Link, wurden die Koordinaten noch nicht eingetragen. Sind diese bekannt, können sie über ein Tool mit einer Kartenansicht einfach nachgetragen werden. In dieser Kartenansicht sind Kulturdenkmale ohne Koordinaten mit einem roten bzw. orangen Marker dargestellt und können durch Verschieben auf die richtige Position in der Karte mit Koordinaten versehen werden. Kulturdenkmale ohne Bild sind an einem blauen bzw. roten Marker erkennbar.
- Datierung: Baubeginn, Fertigstellung, Datum der Erstnennung oder grobe zeitliche Einordnung entsprechend des Eintrags in der sächsischen Denkmaldatenbank
- Beschreibung: Kurzcharakteristik des Kulturdenkmals entsprechend des Eintrags in der sächsischen Denkmaldatenbank, ggf. ergänzt durch die dort nur selten veröffentlichten Erfassungstexte oder zusätzliche Informationen
- ID: Vom Landesamt für Denkmalpflege Sachsen vergebene, das Kulturdenkmal eindeutig identifizierende Objekt-Nummer. Der Link führt zum PDF-Denkmaldokument des Landesamtes für Denkmalpflege Sachsen. Bei ehemaligen Kulturdenkmalen können die Objektnummern unbekannt sein und deshalb fehlen bzw. die Links von aus der Datenbank entfernten Objektnummern ins Leere führen. Ein ggf. vorhandenes Icon  führt zu den Angaben des Kulturdenkmals bei Wikidata.

## Ausführliche Denkmaltexte
1. ↑  Wochenendhaus mit vorgelagertem Freiraum (Anton-Herrmann-Straße 13a):

Die einst eigenständige Gemeinde Einsiedel im Tal der Zwönitz grenzt unmittelbar an den südlichen Stadtrand von Chemnitz. Durch seine landschaftlich reizvolle Lage mit bewaldeten Höhen zu beiden Seiten des tief eingeschnittenen Zwönitztals gilt Einsiedel als nahe gelegener Erholungsort für die Bewohner von Chemnitz. Auch Dr. Kurt Tittel, Leiter der Bethanien-Krankenanstalt in Chemnitz (heute Zeisigwaldklinik Bethanien Chemnitz) suchte einen Ort der Ruhe und Erholung und reichte am 21. März 1927 ein Baugenehmigungsgesuch für ein Wochenendhaus aus Holz beim Gemeinderat Einsiedel ein. Der Bauherr wählte für sein erworbenes Grundstück der Bauart nach einen frühen Holzbau der Deutschen Werkstätten. Seit 1920 befasste sich das Unternehmen mit der Herstellung von Holzhäusern, die rein maschinell gefertigt wurden. Das erste so genannte DeWe-Holzhaus wurde 1921 als Musterhaus auf werkseigenem Gelände am Heideweg 15 in Hellerau nach Plänen des Architekten Karl Bertsch errichtet. Bei diesen frühen Holzbauten der Deutschen Werkstätten handelt es sich um Schwartenhäuser. Charakteristische Merkmale sind die waagerecht übereinander und nach außen leicht abgerundeten, auf einen Rahmen genagelte Schwarten, die stark überkragenden Satteldächer und zumeist mehrflügelige, weiß gestrichene Fenster mit grünen Klappläden. Innen wurde das Rahmenwerk mit Dachpappe, einer wärmedämmenden Torfmullfüllung und Sperrholzplatten, zuweilen auch waagerecht angeordneten Holzbrettern versehen.

Das in ansteigendem Gelände in zweiter Reihe zur Hauptachse des Ortes errichtete Holzhaus wurde als Schwartenhaus errichtet und ist in allen Teilen nahezu bauzeitlich und unverändert überkommen. Der Hauptzugang befindet sich an der Westseite des Gebäudes. Von hier aus, wie auch vom großzügigen, westseitigen Fenster des Wohnraumes aus, öffnet sich der Blick in das tiefer gelegene Gelände des Ortes Einsiedel und auf den gegenüberliegenden Hang mit der ortsprägenden Kirche. An der Südseite befindet sich ein Balkon, der von einem Schlafraum des ausgebauten Dachs betreten werden kann. Zu späterer Zeit wurde der Bereich unter dem Balkon als Veranda mit dreigliedrigem Fenster konzipiert und ebenfalls mit Schwartenbrettern versehen. Das Innere zeigt einen einfachen Grundriss. Vom kleinen Flur gehen das Wohnzimmer und die Küche ab, an die ein Vorraum angegliedert ist. Von hier aus öffnet sich eine Tür ins Freie nach Osten und eine in ein angrenzendes Mädchenzimmer. Dem Wohnzimmer ist nach Süden eine doppelflügelige Tür zugeordnet, die ehemals ins Freie und heute in die erwähnte Veranda führt. Das Dachgeschoss ist mit drei Schlafräumen, einem Bad und einem Einbauschrank ausgestattet.

Das 1927 als Wochenendhaus errichtete Holzhaus ist ein bedeutsames und charakteristisches Zeugnis für die Entwicklung der Vorfertigung von Wohnhäusern, die für das Bauwesen der 1920er und 1930er Jahre von außerordentlicher Bedeutung war. Es zeigt, dass der 1920/21 entwickelte Grundtypus des Dewe-Holzhauses entsprechend seiner Nutzungsanforderung individuell angepasst sowie Größe und Gestalt variiert werden konnten. Dabei ist von Belang, dass der eingeschossige Bau eine hohe gestalterische Qualität aufweist und sich weitestgehend im originalen Zustand erhalten hat. Somit besitzt er einen baugeschichtlichen Wert.

Bestandteil der Denkmaleigenschaft und für die Funktion und Wirkung als Wochenendhaus wesentlich ist weiterhin der umgebende Gartenraum im näheren, insbesondere südlichen und westlichen, Umgriff des Gebäudes. Die das Haus umschließende, rückseitig durch zeittypische, polygonale Natursteinplatten gefasste Plateaufläche und die in westlicher Richtung terrassierte Geländeausformung ermöglichen effektive Erreichbarkeit und Nutzbarkeit des Gartens bei ganztägiger Besonnung und Aussicht auf Ort, Landschaft und die markante Rot-Eiche (Quercus rubra) als Hausbaum.
2. ↑  Villa Dürfeld in der Einsiedler Hauptstraße 170:

1912 für den Strumpffabrikanten Kommerzienrat Carl Dürfeld, Eigentümer einer Weberei in der Rößlerstraße 27 in Chemnitz, erbaut. Die aufwendig gestaltete Villa wurde nach Aussage des heutigen Eigentümers als Sommersitz und für Repräsentationszwecke genutzt. Zur Villa gehörte ein Garten, der durch Grundstücksteilung nur in Relikten erhalten blieb. Bemerkenswert ist die hauseigene Wasserversorgung, bestehend aus Saugbrunnen, Keramikleitungen und einem Hauptwasserspeicherbehälter, welches auf Grund seiner Seltenheit denkmalwürdig ist.

Die im „Schweizer Stil“ erbaute Villa beeindruckt durch ihren guten Originalzustand, die Größe des Bauwerks und das reiche Zierfachwerk des Obergeschosses. Die vordere Gartenseite und die Eingangsseite wurden durch besonders reiche Fachwerkverzierungen und Schwebegiebel gestalterisch hervorgehoben. Hinter der eher schlichten bauzeitlichen Haustür befindet sich das repräsentative Treppenhaus, eine zweiläufige Holztreppe mit Verzierungen. Die Wohnungs- und Zimmertüren aus der Erbauungszeit sind ebenso erhalten wie die Raumstruktur des Hauses. Eine Besonderheit stellt die im Hausflur befindliche Feuerlöschanlage dar, zu der neben Schläuchen auch Wandschränke gehören, in denen die Anschlussschläuche untergebracht waren.

Der Denkmalwert der Villa ergibt sich aus der baukünstlerischen Bedeutung und der Singularität des Bauwerks.